# Остин, Коко
Николь Натали «Коко» Остин (англ. Nicole Natalie "Coco" Austin; род. 17 марта 1979, Тарзана, Калифорния) — американская фотомодель и актриса.

## Биография
Родилась 17 марта 1979 года в Тарзане (Лос-Анджелес, Калифорния). Отец — Стив Остин, мать — Тина Остин. У Николь есть младшая сестра Кристи и три младших брата. В 10 лет она вместе с семьёй переехала в Альбукерке (Нью-Мексико).
В 14 лет начала карьеру фотомодели, снимаясь в рекламах нижнего белья и купальников. В 1998 году она выиграла конкурс «Miss Ujena Fitness» в Мексике. После того, как Николь стала моделью, она увеличила грудь до размера 39DD. В 2001 году Коко 6 месяцев работала с журналом «Playboy» на вечеринках «Playboy Mansion».
С 2002 года она периодически снимается в эпизодических ролях в кино.
В 2011 году Николь в соавторстве с Лаурой Хейден написала книгу «Ангел».

## Личная жизнь
С января 2002 года Коко замужем за рэпером Ice-T. У супругов есть дочь Шанель Николь Марроу (род. 28.11.2015).

## Фильмография
| Год       |     | Русское название                    | Оригинальное название             | Роль                               |
| --------- | --- | ----------------------------------- | --------------------------------- | ---------------------------------- |
| 2002      | ф   | Острие Ангела                       | Angel Blade                       | Дарла                              |
| 2002      | ф   | Роза пустыни                        | Desert Rose                       | Анжела Роуз                        |
| 2004      | в   | Грязные монахи                      | The Dirty Monks                   | ассистентка Пита                   |
| 2004—2012 | с   | Закон и порядок: Специальный корпус | Law & Order: Special Victims Unit | Винус / Трейси Белл / порноактриса |
| 2006      | кор | Повтори это                         | Copy That                         | Коко                               |
| 2007      | кор |                                     | BelzerVizion                      | Коко                               |
| 2013      | ф   | Санторини                           | Santorini Blue                    | Сьюзан, секретарь доктора Льюиса   |
| 2014      | ф   | Думай как мужчина 2                 | Think Like a Man Too              | Коко                               |
| 2015      | ф   | Что теперь?                         | What Now                          | Коко Остин                         |
| 2017      | с   | Сложные люди                        | Difficult People                  | доктор                             |
| 2021      | ф   | Королевский дог                     | King Dog                          | Шарлотта                           |